# San Bernardino (Mexico)
Pour les articles homonymes, voir San Bernardino.
 (novembre 2016).
San Bernardino est un village situé dans l'État de Mexico, au Mexique.